# HIP 11111
HIP 11111 — звезда в созвездии Кассиопеи. Находится на расстоянии 122,22 световых года (37,47 парсек). Относится к оранжевым карликам.

## Характеристики
HIP 11111 представляет собой звезду спектрального класса K1V. HIP 11111 не видна невооружённым глазом, поскольку имеет видимую звёздную величину 8,94. Температура HIP 11111 составляет приблизительно 5100 кельвинов.